# Jules Derégnaucourt
Jules Deregnaucourt, né le 28 mai 1821 à Roubaix (Nord) et mort le 24 avril 1876 dans la même ville est un industriel et un homme politique français.

## Biographie
Diplômé de l'École des arts et métiers (Châlons, 1835), il devient industriel, riche constructeur de machines à Roubaix.
Il est maire de Roubaix et conseiller général du Nord. Il est élu député lors de l'élection partielle du 7 janvier 1872. À la vérification des pouvoirs, l'élection de M. Deregnaucourt est invalidée pour « immixtion du maire de Cambrai dans la lutte électorale. ». Convoqués à nouveau le 9 juin 1872, les électeurs élisent à nouveau Deregnaucourt. Il est réélu, le 20 février 1876, député la 3e circonscription de Lille, contre Descat.

## Hommage
- Une rue de la ville de Roubaix porte son nom.

## Sources
- « Jules Derégnaucourt », dans Adolphe Robert et Gaston Cougny, Dictionnaire des parlementaires français, Edgar Bourloton, 1889-1891 [détail de l’édition]